# Longueville (Pas-de-Calais)
Pour les articles homonymes, voir Longueville.
Longueville est une commune française située dans le département du Pas-de-Calais en région Hauts-de-France. Ses habitants sont appelés les Longuevillois. La commune fait partie de la communauté de communes de Desvres - Samer.
Le territoire de la commune est situé dans le parc naturel régional des Caps et Marais d'Opale.

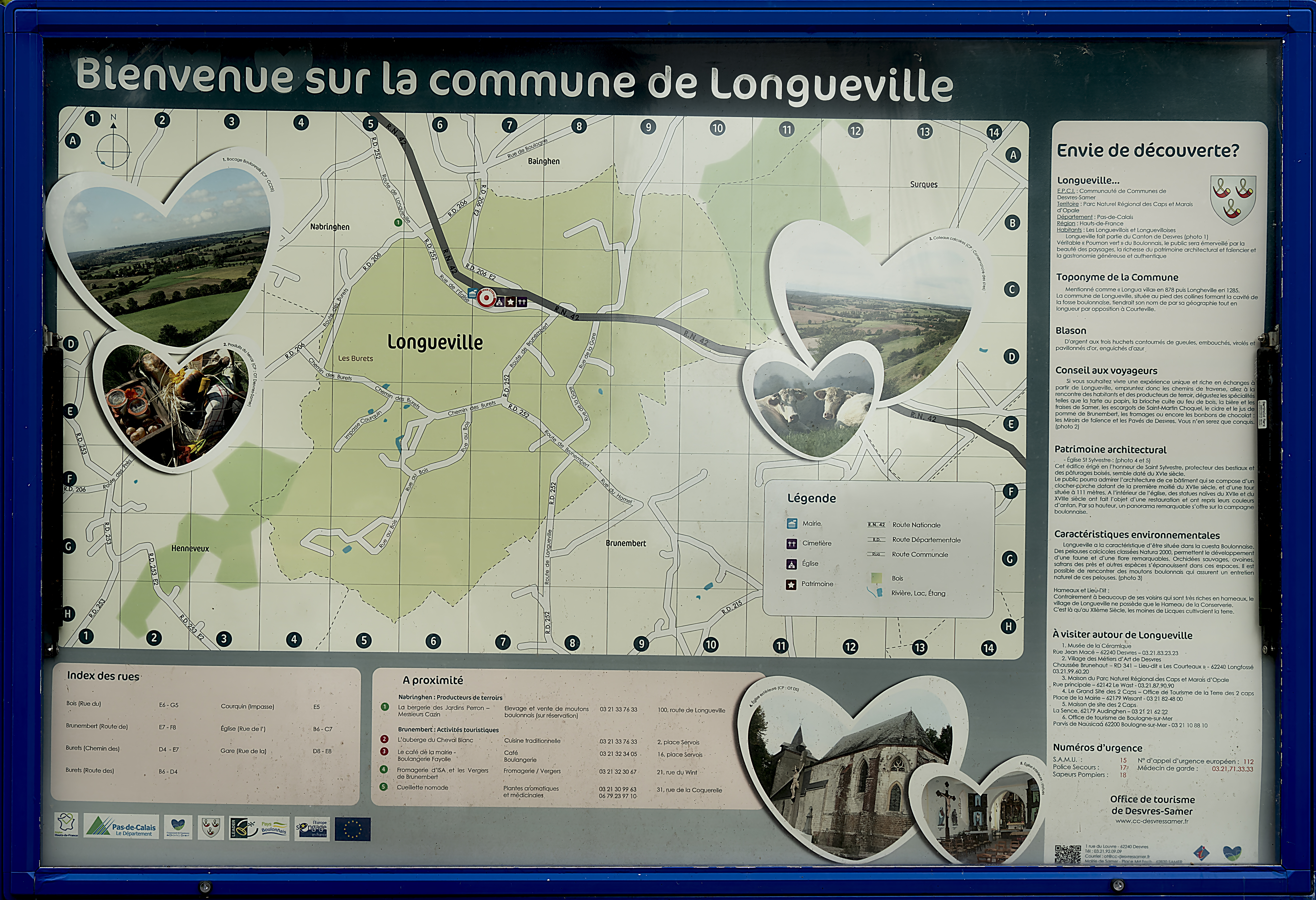

## Géographie

### Localisation
Le territoire de la commune est limitrophe de ceux de cinq communes.
Les communes limitrophes sont Bainghen, Brunembert, Henneveux, Nabringhen et Surques.

### Géologie et relief
La superficie de la commune est de 3,49 km2 ; son altitude varie de 59  à   200 m.

### Hydrographie
Le territoire de la commune est situé dans le bassin Artois-Picardie.
Il est traversé par trois cours d'eau :

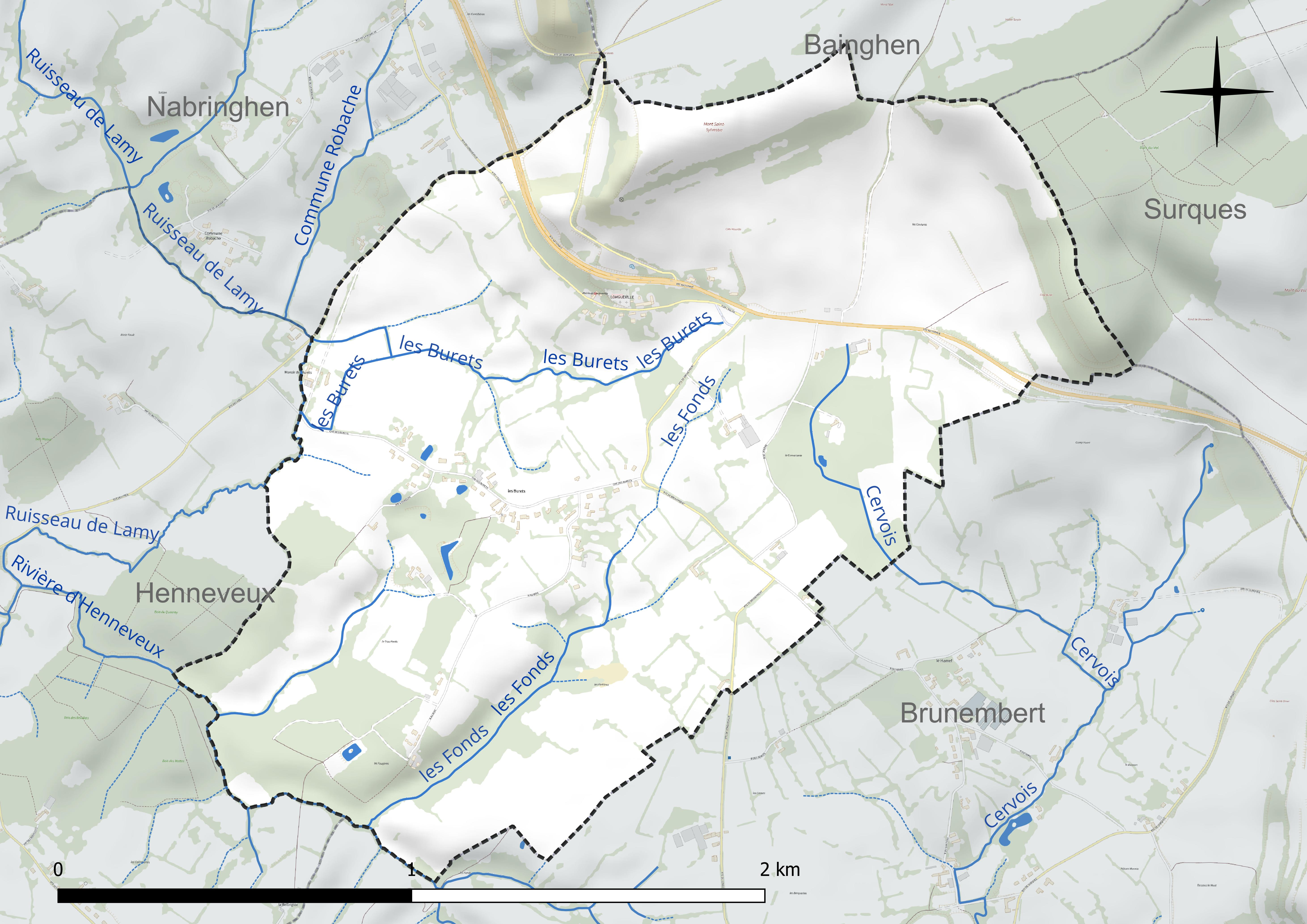
Réseau hydrographique de Longueville.

- le ruisseau de Lamy, d'une longueur de 5,95 km[3] ;
- le Cervois, d'une longueur de  4 km[4] ;
- la rivière d'Henneveux, d'une longueur de 2,48 km[5].

### Climat
Pour des articles plus généraux, voir Climat des Hauts-de-France et Climat du Pas-de-Calais.
En 2010, le climat de la commune est de type climat océanique franc, selon une étude du CNRS s'appuyant sur une série de données couvrant la période 1971-2000. En 2020, Météo-France publie une typologie des climats de la France métropolitaine dans laquelle la commune est exposée à un climat océanique et est dans la région climatique Côtes de la Manche orientale, caractérisée par un faible ensoleillement (1 550 h/an) ; forte humidité de l’air (plus de 20 h/jour avec humidité relative > 80 % en hiver), vents forts fréquents.
Pour la période 1971-2000, la température annuelle moyenne est de 10 °C, avec une amplitude thermique annuelle de 13,3 °C. Le cumul annuel moyen de précipitations est de 859 mm, avec 13 jours de précipitations en janvier et 8,7 jours en juillet. Pour la période 1991-2020, la température moyenne annuelle observée sur la station météorologique la plus proche, située sur la commune de Licques à 7 km à vol d'oiseau, est de 10,5 °C et le cumul annuel moyen de précipitations est de 1 138,1 mm,. Pour l'avenir, les paramètres climatiques de la commune estimés pour 2050 selon différents scénarios d'émission de gaz à effet de serre sont consultables sur un site dédié publié par Météo-France en novembre 2022.

### Paysages
Pour un article plus général, voir Paysage en France.
La commune s'inscrit dans le « paysage boulonnais » tel que défini dans l’atlas des paysages de la région Nord-Pas-de-Calais, conçu par la direction régionale de l'Environnement, de l'Aménagement et du Logement (DREAL),.
Ce paysage qui concerne 66 communes, se délimite : au Nord, par les paysages des coteaux calaisiens et du Pays de Licques, à l’Est, par le paysage du Haut pays d’Artois, et au Sud, par les paysages Montreuillois.
Le « paysage boulonnais », constitué d'une boutonnière bordée d’une cuesta définissant un pays d’enclosure, est essentiellement un paysage bocager composé de 47 % de son sol en herbe ou en forêt et de 31 % en herbage, avec, dans le sud et l’est, trois grandes forêts, celle de Boulogne, d’Hardelot et de Desvres et, au nord, le bassin de carrière avec l'extraction de la pierre de Marquise depuis le Moyen Âge et de la pierre marbrière dont l'extraction s'est développée au XIXe siècle.
La boutonnière est formée de trois ensembles écopaysagers : le plateau calcaire d’Artois qui forme le haut Boulonnais, la boutonnière qui forme la cuvette du bas Boulonnais et la cuesta formée d’escarpements calcaires.
Dans ce paysage, on distingue trois entités : 
- les vastes champs ouverts du Haut Boulonnais ;
- le bocage humide dans le Bas Boulonnais ;
- la couronne de la cuesta avec son dénivelé important et son caractère boisé[13].

### Milieux naturels et biodiversité

#### Espaces protégés et gérés
La protection réglementaire est le mode d’intervention le plus fort pour préserver des espaces naturels remarquables et leur biodiversité associée.
Dans ce cadre, la commune fait partie de deux espaces protégés : 
- le parc naturel régional des Caps et Marais d'Opale, d’une superficie de 132 499 ha réparties sur 154 communes, géré par le syndicat mixte d'aménagement et de gestion du parc naturel régional des Caps et Marais d'Opale[15] ;
- la cote butel, d'une superficie de 5,916 ha, un terrain acquis (ou assimilé) par le Conservatoire d'espaces naturels des Hauts-de-France[16].

#### Zones naturelles d'intérêt écologique, faunistique et floristique
L’inventaire des zones naturelles d'intérêt écologique, faunistique et floristique (ZNIEFF) a pour objectif de réaliser une couverture des zones les plus intéressantes sur le plan écologique, essentiellement dans la perspective d’améliorer la connaissance du patrimoine naturel national et de fournir aux différents décideurs un outil d’aide à la prise en compte de l’environnement dans l’aménagement du territoire.
Le territoire communal comprend trois ZNIEFF de type 1 : 
- le bocage d'Henneveux. Il présente un paysage bocager typique du Bas-Boulonnais, vallonné et avec un réseau de petits ruisseaux prenant naissance dans les zones de résurgences généré par la superposition étroite des couches géologiques, depuis l’Oxfordien jusqu’à l’Albien, en passant par le Wealdien[17] ;
- le mont de Surques et le bois du Val. Cette ZNIEFF du bois du Val et du mont de Surques est située sur l’escarpement crayeux du haut-Boulonnais[18] ;
- les pelouses crayeuses de Nabringhen et Mont St-Sylvestre, d’une superficie de 138 ha et d'une altitude variant de 120  à   200 mètres. Ce site appartient à la cuesta du Boulonnais. Constitué de pelouses calcicoles, il marque le rebord septentrional de la falaise de craie[19].

et trois ZNIEFF de type 2 :
- le complexe bocager du Bas-Boulonnais et de la Liane. Le complexe bocager du bas-Boulonnais et de la Liane s’étend entre Saint-Martin-Boulogne et Saint-Léonard à l’ouest et Quesques et Lottinghen à l’est. Il correspond à la cuvette herbagère du bas-Boulonnais[20] ;
- la boutonnière de pays de Licques. Cette ZNIEFF, de 17 830 ha, s'étend sur 43 communes[21] ;
- la cuesta du Boulonnais entre Neufchâtel-Hardelot et Colembert. Cette ZNIEFF marque la séparation entre les terrains du Jurassiques du Bas-Boulonnais et les plateaux crayeux des hautes terres Artésiennes[22].

Carte des ZNIEFF de type 1 et 2 sur la commune
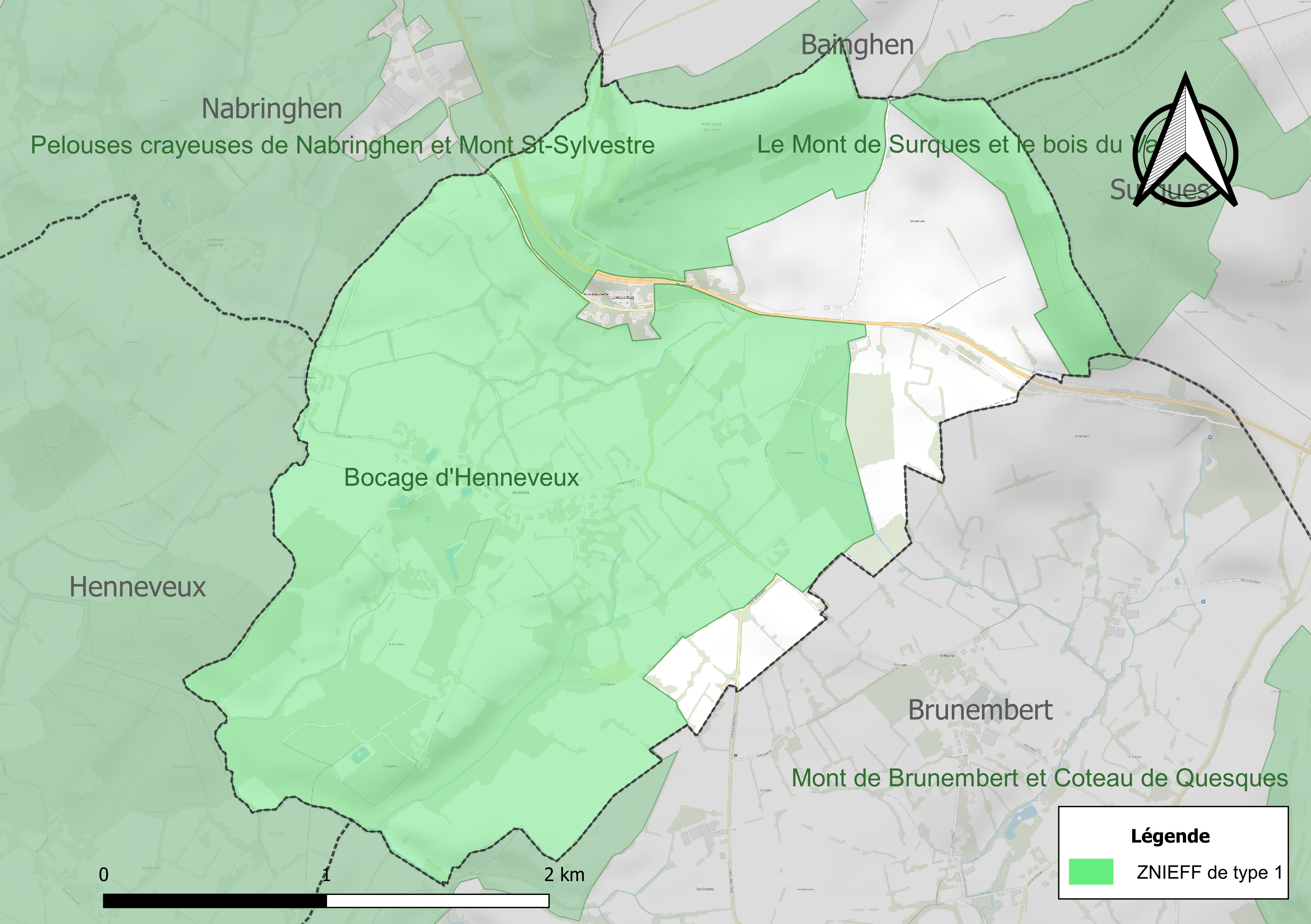
Carte des ZNIEFF de type 1 sur la commune.
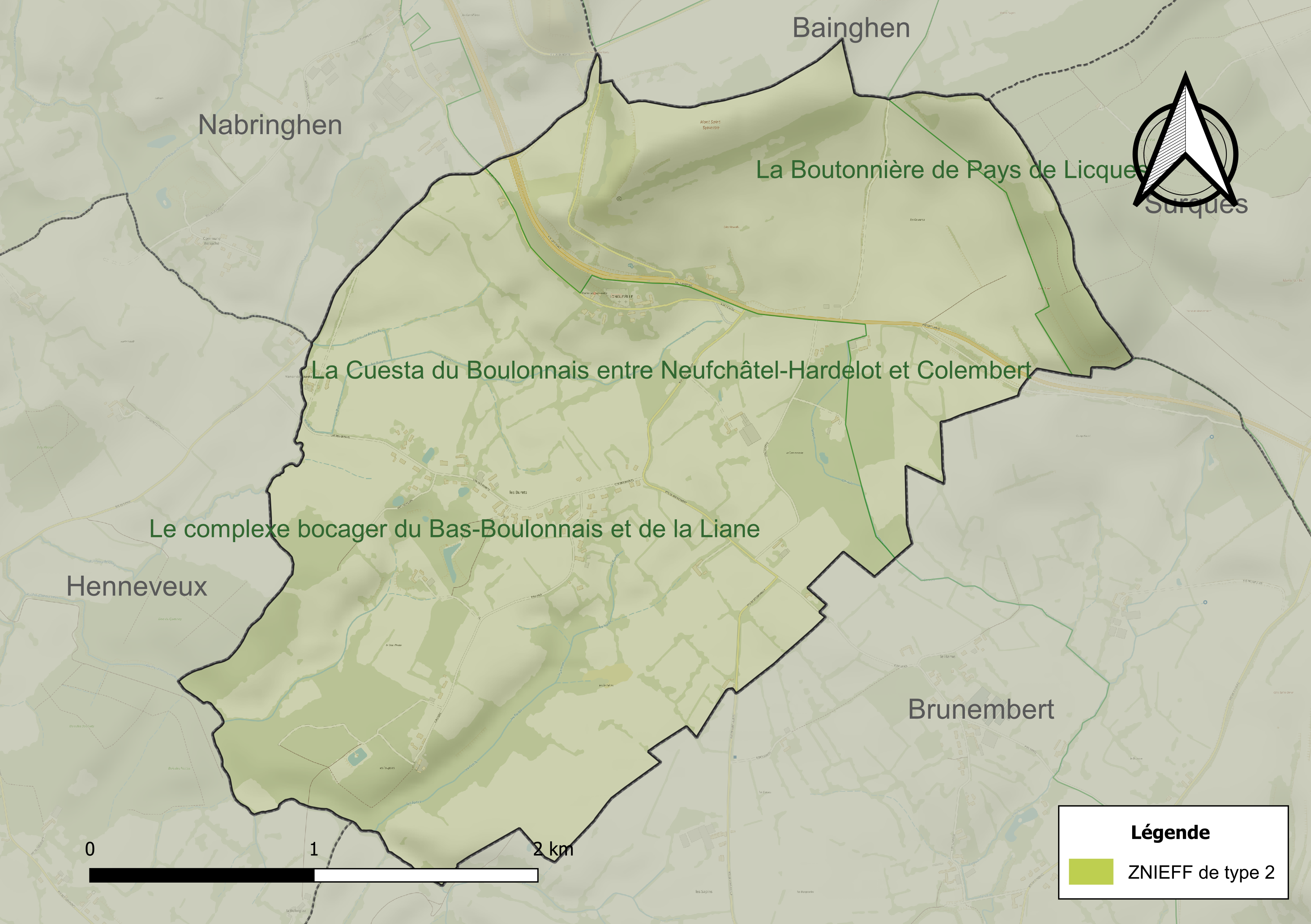
Carte des ZNIEFF de type 2 sur la commune.

#### Site Natura 2000
Le réseau Natura 2000 est un réseau écologique européen de sites naturels d’intérêt écologique élaboré à partir des directives « habitats » et « oiseaux ». Ce réseau est constitué de zones spéciales de conservation (ZSC) et de zones de protection spéciale (ZPS). Dans les zones de ce réseau, les États membres s'engagent à maintenir dans un état de conservation favorable les types d'habitats et d'espèces concernés, par le biais de mesures réglementaires, administratives ou contractuelles.
Sur la commune, un site Natura 2000 de type B est défini en site d'importance communautaire (SIC) : les pelouses et bois neutrocalcicoles des cuestas du Boulonnais et du Pays de Licques et la forêt de Guines.

#### Espèces faunistiques et floristiques
L’Inventaire national du patrimoine naturel (INPN) recense plusieurs espèces faunistiques et floristiques sur le territoire de la commune dont certaines sont protégées et d’autres menacées et quasi-menacées.

## Urbanisme

### Typologie
Au 1er janvier 2024, Longueville est catégorisée commune rurale à habitat dispersé, selon la nouvelle grille communale de densité à sept niveaux définie par l'Insee en 2022.
Elle est située hors unité urbaine. Par ailleurs la commune fait partie de l'aire d'attraction de Boulogne-sur-Mer, dont elle est une commune de la couronne,. Cette aire, qui regroupe 80 communes, est catégorisée dans les aires de 50 000 à moins de 200 000 habitants,.

### Occupation des sols
L'occupation des sols de la commune, telle qu'elle ressort de la base de données européenne d’occupation biophysique des sols Corine Land Cover (CLC), est marquée par l'importance des territoires agricoles (99,3 % en 2018), une proportion identique à celle de 1990 (99,3 %). La répartition détaillée en 2018 est la suivante : 
zones agricoles hétérogènes (70,6 %), terres arables (20,8 %), prairies (7,9 %), forêts (0,7 %). L'évolution de l’occupation des sols de la commune et de ses infrastructures peut être observée sur les différentes représentations cartographiques du territoire : la carte de Cassini (XVIIIe siècle), la carte d'état-major (1820-1866) et les cartes ou photos aériennes de l'IGN pour la période actuelle (1950 à aujourd'hui).

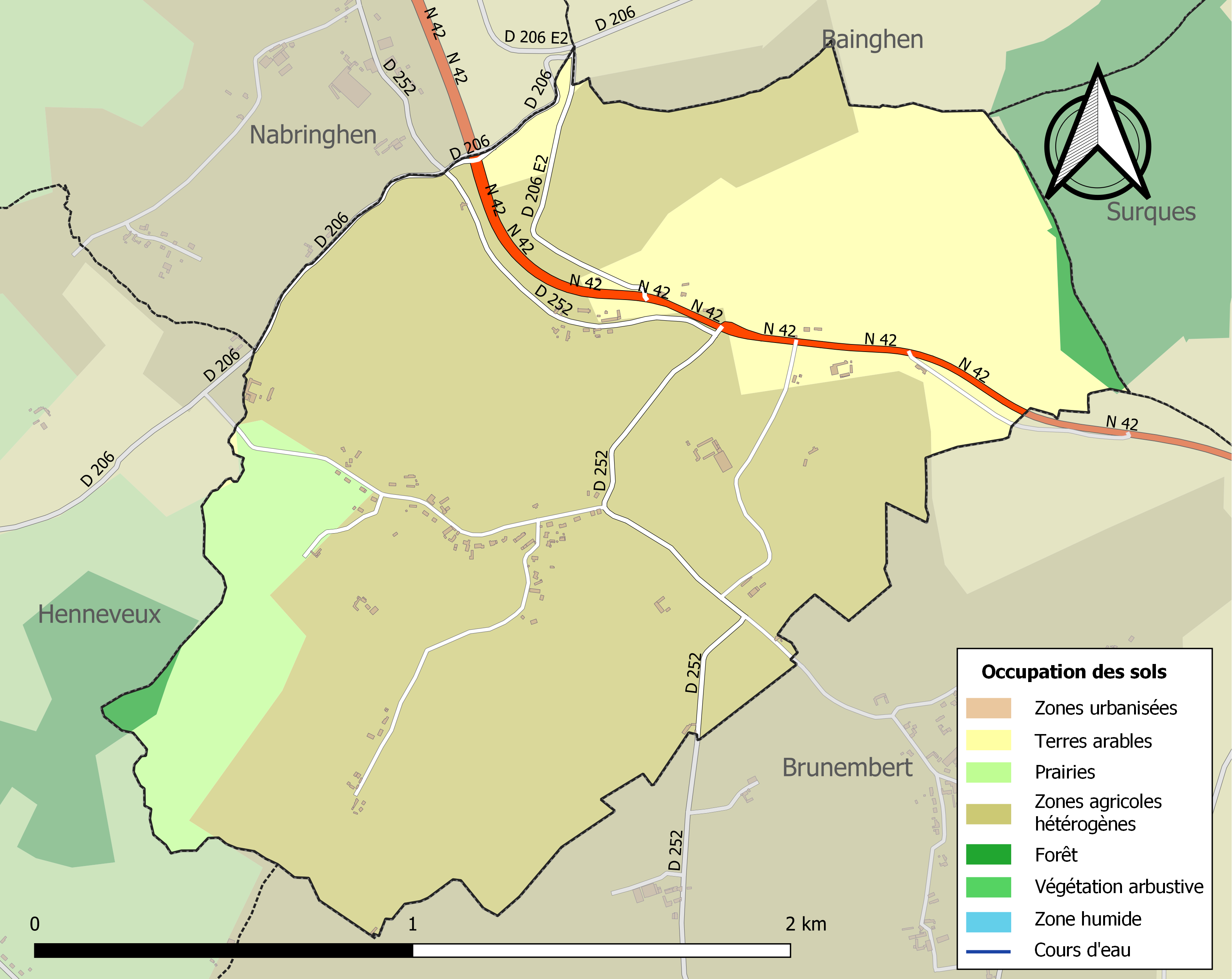
Carte des infrastructures et de l'occupation des sols de la commune en 2018 (CLC).

### Voies de communication et transports

#### Transport ferroviaire
La commune était située sur la ligne de chemin de fer Boulogne - Bonningues, une ancienne ligne de chemin de fer qui reliait, dans le département du Pas de Calais, de 1909 et 1935, Boulogne-sur-Mer à Bonningues-lès-Ardres.

## Toponymie
Le nom de la localité est attesté sous les formes Longa villa (1116), Longiville (XIIe siècle), Longevile (1210), Longeville (1248), Longhevile (1285), Longueville (1705).
Du latin longa « vaste, étendu » suivi de villa « village », donnant « le grand village ».

## Histoire
Longueville est le siège d'une seigneurie avant la Révolution française.
De la fin du XIIe siècle jusqu'au début du XIIIe siècle, Robert Colay de Sain est seigneur de Longueville.
À la fin du XIVe siècle, Jean Obert II est seigneur de Longueville et Lonjumeau. Fils de Jean Obert Ier et d'Iolente (Yolande) De Cléry, il épouse Hélène de Griboval, fille de Gauthier, chevalier et seigneur de Griboval.

## Politique et administration

### Découpage territorial
La commune se trouve dans l'arrondissement de Boulogne-sur-Mer du département du Pas-de-Calais.

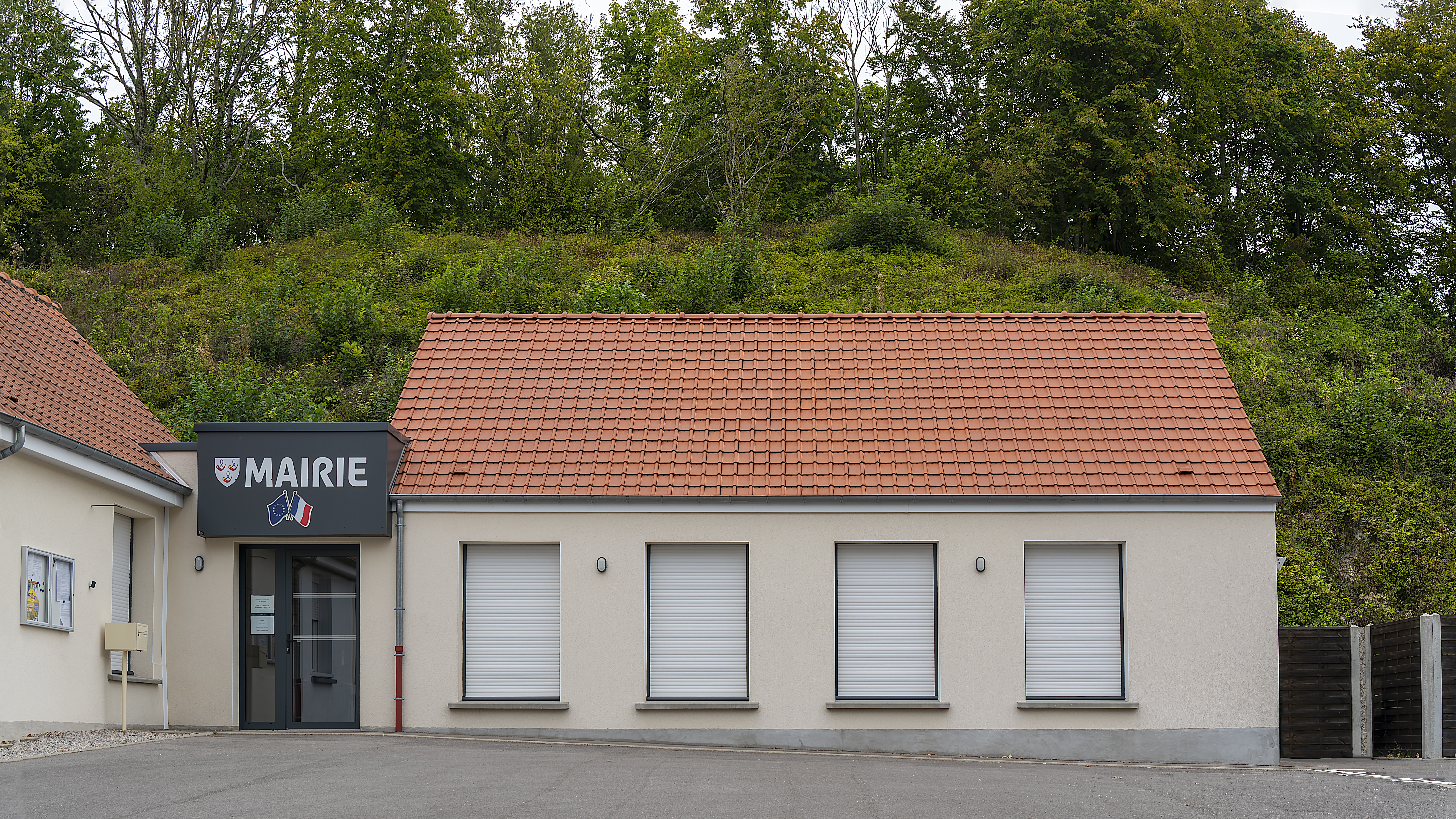
La mairie de Longueville.

#### Commune et intercommunalités
La commune fait partie de la communauté de communes de Desvres - Samer qui regroupe 31 communes et compte 23 221 habitants en 2021.

#### Circonscriptions administratives
La commune est rattachée au canton de Desvres.

#### Circonscriptions électorales
Pour l'élection des députés, la commune fait partie de la sixième circonscription du Pas-de-Calais.

### Élections municipales et communautaires

#### Liste des maires
| Période                                  | Période                    | Identité         | Étiquette | Qualité                                                                  |
| ---------------------------------------- | -------------------------- | ---------------- | --------- | ------------------------------------------------------------------------ |
| Les données manquantes sont à compléter. |                            |                  |           |                                                                          |
| avant 1981                               | 2001                       | Camille Guilbert |           |                                                                          |
| mars 2001                                | En cours (au 25 mars 2022) | André Baheux     |           | Retraité Réélu pour le mandat 2014-2020, Réélu pour le mandat 2020-2026, |

## Population et société

### Démographie
Les habitants sont appelés les Longuevillois.

#### Évolution démographique
L'évolution du nombre d'habitants est connue à travers les recensements de la population effectués dans la commune depuis 1793. Pour les communes de moins de 10 000 habitants, une enquête de recensement portant sur toute la population est réalisée tous les cinq ans, les populations de référence des années intermédiaires étant quant à elles estimées par interpolation ou extrapolation. Pour la commune, le premier recensement exhaustif entrant dans le cadre du nouveau dispositif a été réalisé en 2004.

En 2022, la commune comptait 147 habitants, en évolution de +8,89 % par rapport à 2016 (Pas-de-Calais : −0,72 %, France hors Mayotte : +2,11 %).
| 1793 | 1800 | 1806 | 1821 | 1831 | 1836 | 1841 | 1846 | 1851 |
| ---- | ---- | ---- | ---- | ---- | ---- | ---- | ---- | ---- |
| 124  | 131  | 129  | 143  | 144  | 173  | 152  | 144  | 153  |

| 1856 | 1861 | 1866 | 1872 | 1876 | 1881 | 1886 | 1891 | 1896 |
| ---- | ---- | ---- | ---- | ---- | ---- | ---- | ---- | ---- |
| 134  | 133  | 139  | 155  | 166  | 171  | 179  | 145  | 148  |

| 1901 | 1906 | 1911 | 1921 | 1926 | 1931 | 1936 | 1946 | 1954 |
| ---- | ---- | ---- | ---- | ---- | ---- | ---- | ---- | ---- |
| 155  | 175  | 132  | 149  | 128  | 119  | 135  | 151  | 137  |

| 1962 | 1968 | 1975 | 1982 | 1990 | 1999 | 2004 | 2006 | 2009 |
| ---- | ---- | ---- | ---- | ---- | ---- | ---- | ---- | ---- |
| 114  | 88   | 102  | 104  | 98   | 117  | 142  | 144  | 132  |

| 2014 | 2019 | 2022 | - | - | - | - | - | - |
| ---- | ---- | ---- | - | - | - | - | - | - |
| 131  | 144  | 147  | - | - | - | - | - | - |

#### Pyramide des âges
En 2018, le taux de personnes d'un âge inférieur à 30 ans s'élève à 30,6 %, soit en dessous de la moyenne départementale (36,7 %). À l'inverse, le taux de personnes d'âge supérieur à 60 ans est de 26,4 % la même année, alors qu'il est de 24,9 % au niveau départemental.
En 2018, la commune comptait 78 hommes pour 63 femmes, soit un taux de 55,32 % d'hommes, largement supérieur au taux départemental (48,50 %).
Les pyramides des âges de la commune et du département s'établissent comme suit.
| Hommes | Classe d’âge | Femmes |
| ------ | ------------ | ------ |
| 1,3    | 90 ou +      | 0,0    |
| 6,2    | 75-89 ans    | 7,8    |
| 17,5   | 60-74 ans    | 20,3   |
| 22,5   | 45-59 ans    | 20,3   |
| 16,3   | 30-44 ans    | 28,1   |
| 13,7   | 15-29 ans    | 12,5   |
| 22,5   | 0-14 ans     | 10,9   |

| Hommes | Classe d’âge | Femmes |
| ------ | ------------ | ------ |
| 0,5    | 90 ou +      | 1,6    |
| 5,6    | 75-89 ans    | 8,9    |
| 16,7   | 60-74 ans    | 18,1   |
| 20,2   | 45-59 ans    | 19,2   |
| 18,9   | 30-44 ans    | 18,1   |
| 18,2   | 15-29 ans    | 16,2   |
| 19,9   | 0-14 ans     | 17,9   |

## Culture locale et patrimoine

### Lieux et monuments
- L'église Saint-Sylvestre. C'est une église fortifiée du XIIIe siècle avec des statues naïves du XVIIe et du XVIIIe siècle récemment repeintes en couleurs vives, située sur une cuesta dominant la campagne et environnée de maisons boulonnaises typiques. Le village est situé à quelques centaines de mètres de l'ancienne frontière entre le royaume de France et l'Empire espagnol.

Les églises fortifiées en bon état de conservation ne sont pas courantes dans la région. On peut notamment citer l'église du Saint-Esprit de Crémarest, certes plus imposante, mais de même conception architecturale que l'église Saint-Sylvestre.

Vues extérieures
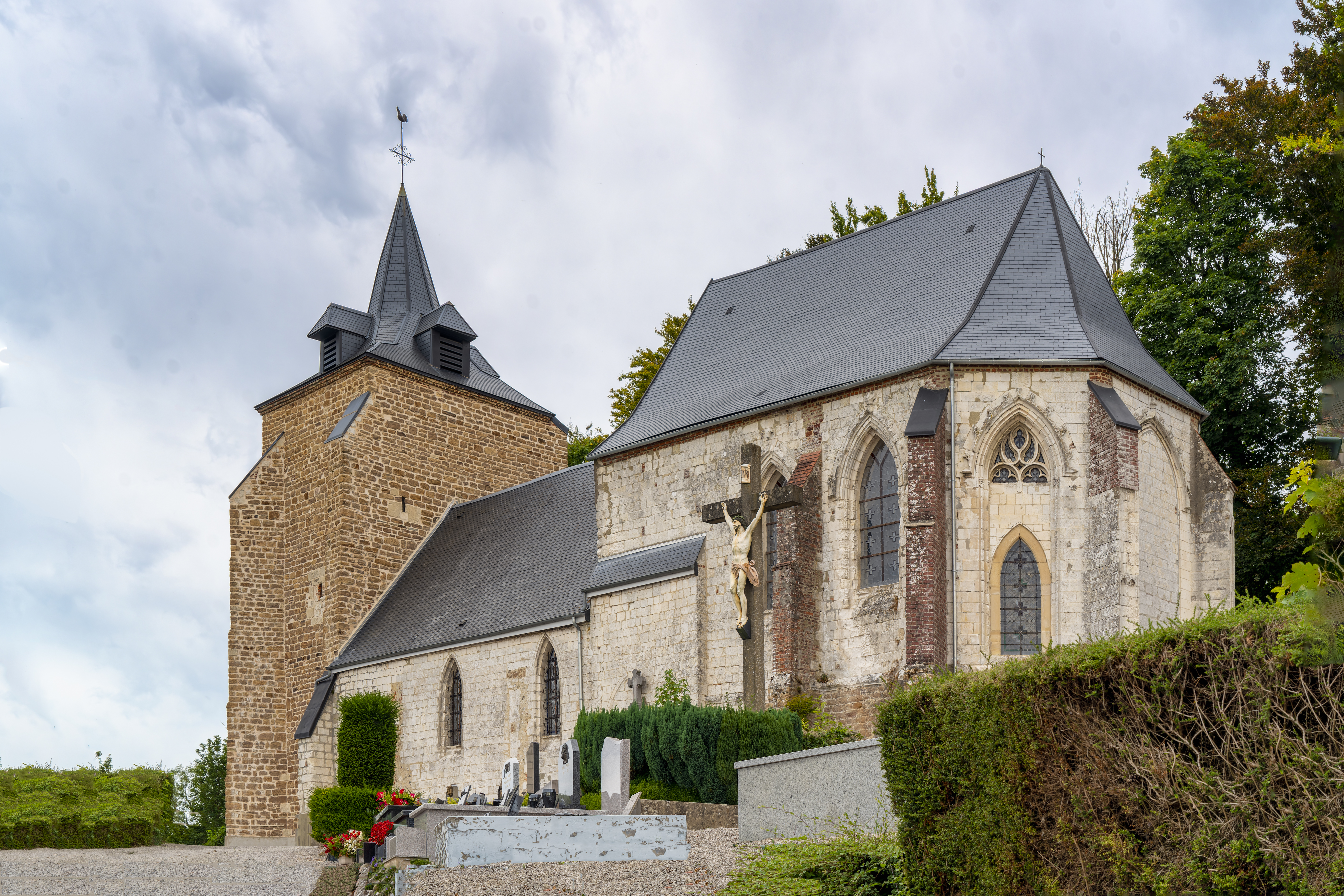
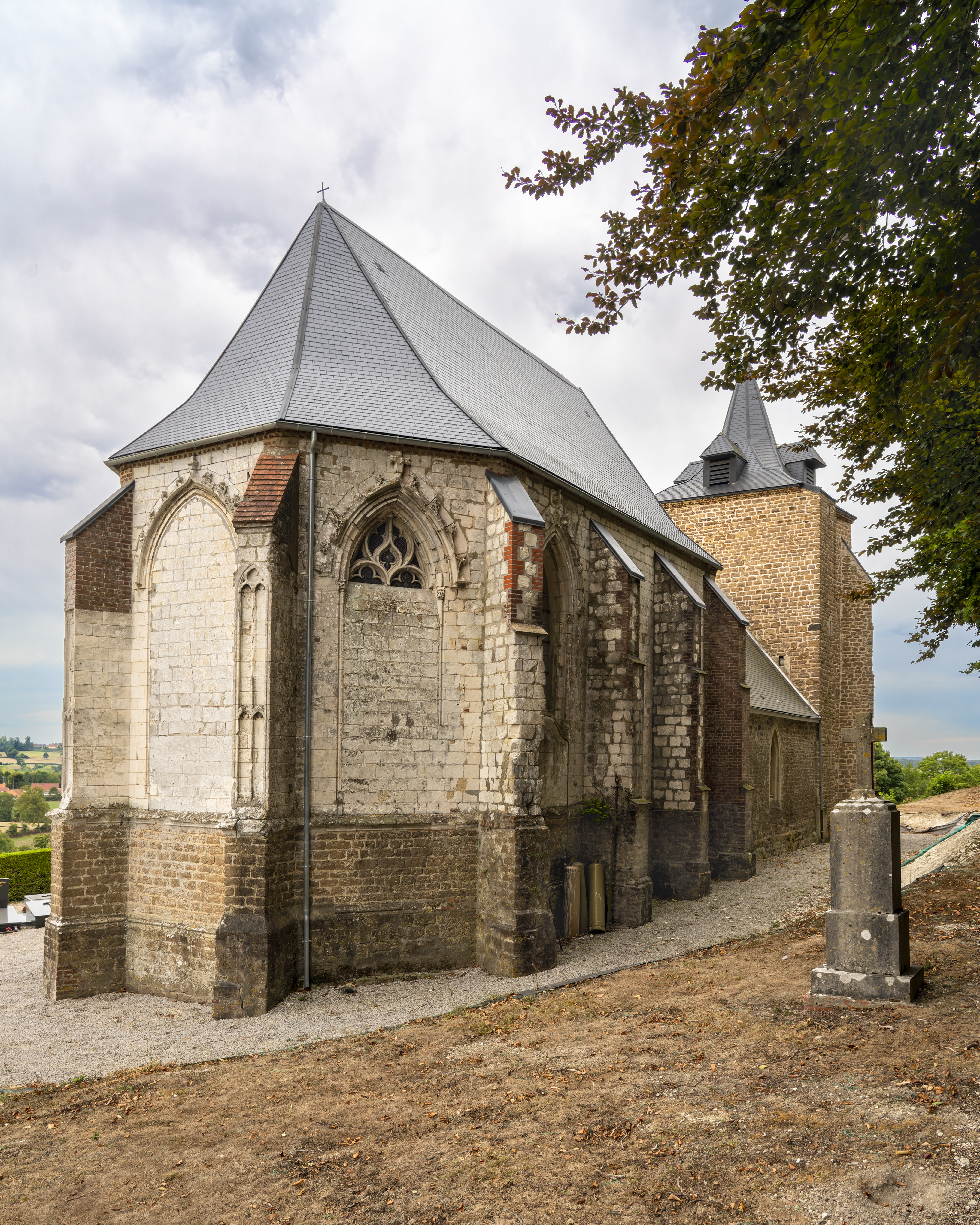
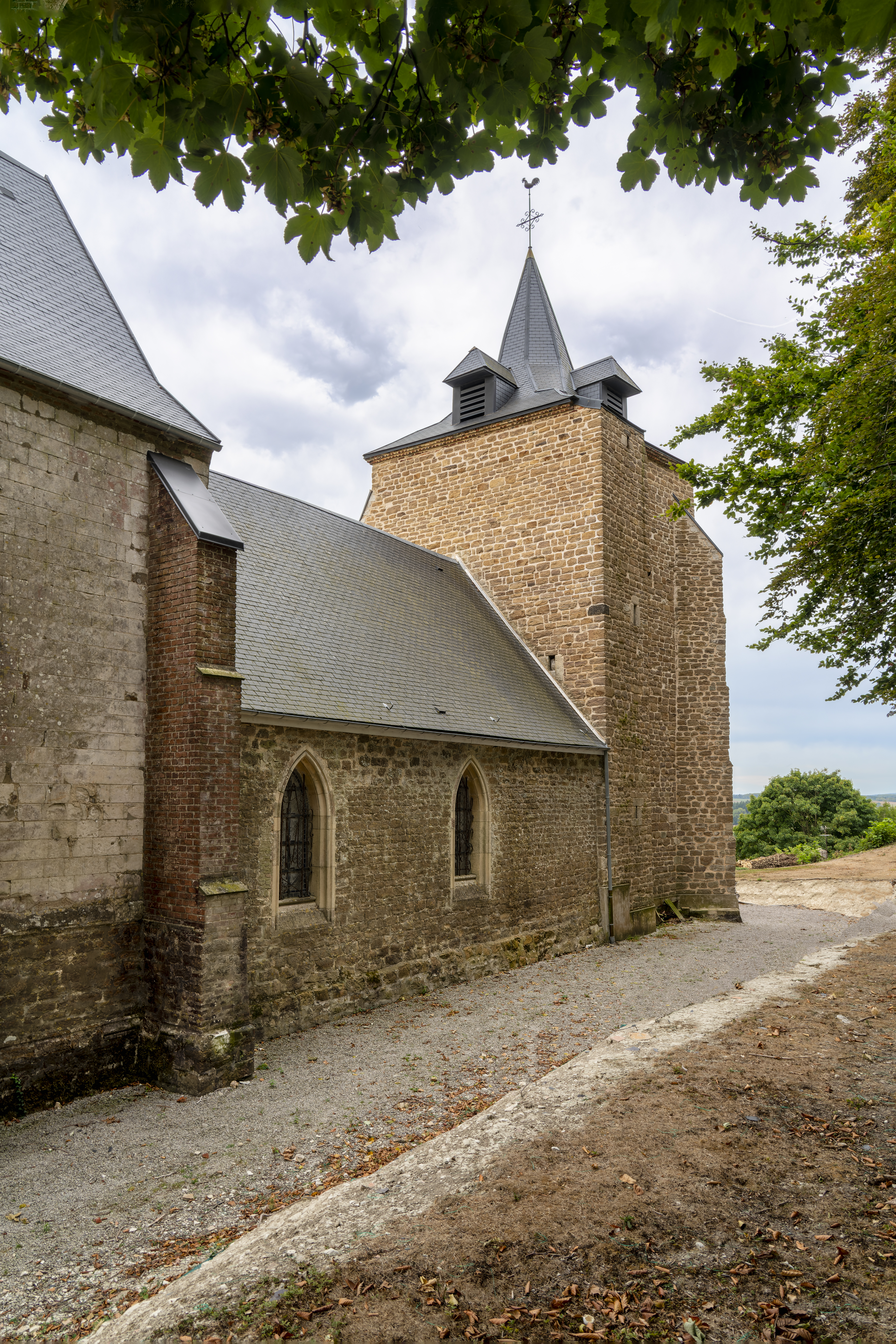
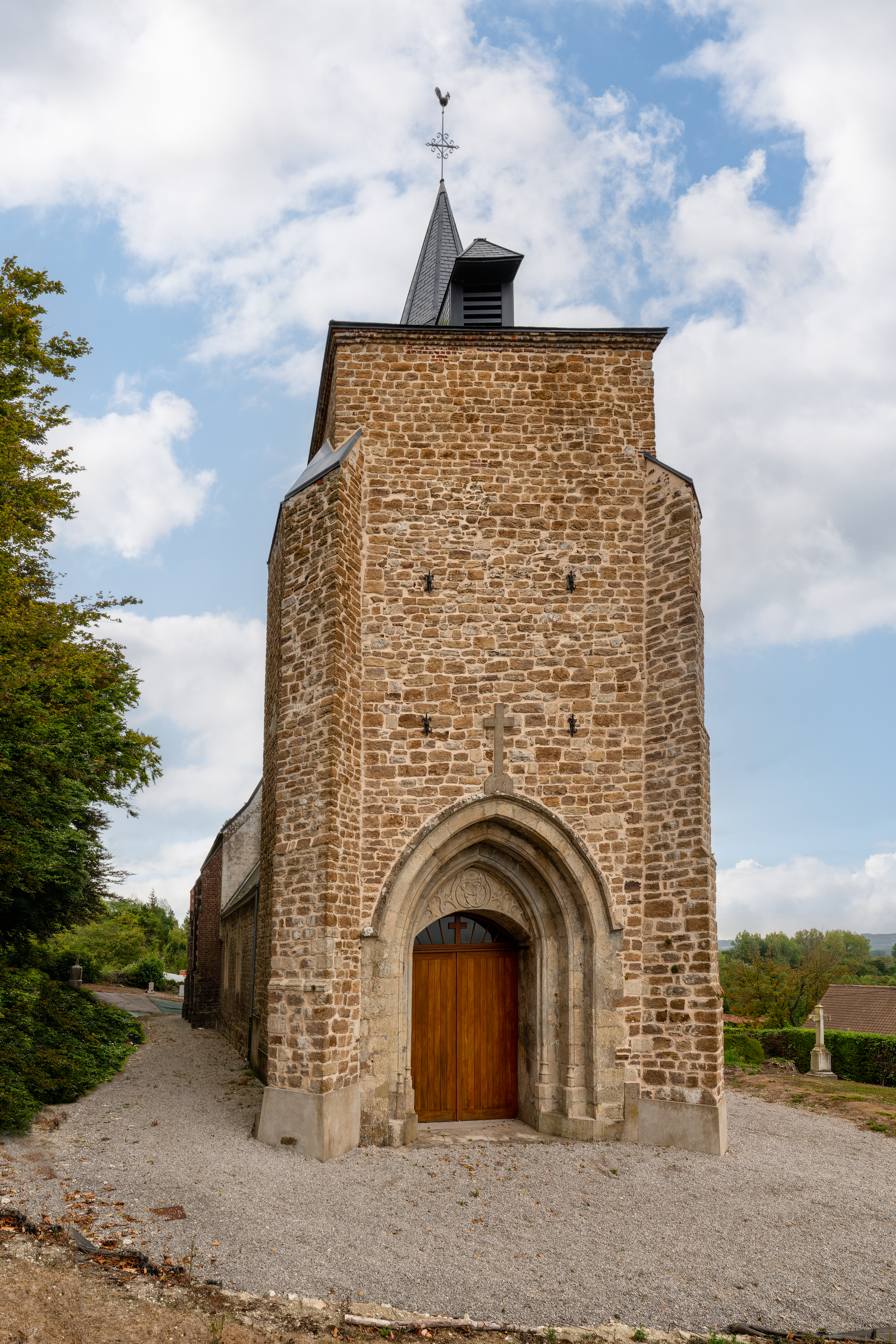

Dans le chœur une plaque commémorative présente un bas-relief en souvenir du passage à Longueville de la statue Notre-Dame de Boulogne le 23 juin 1938 lors du Grand Retour. On trouve dans la région plusieurs exemplaires de ce bas-relief notamment dans la commune d'Étaples.

Vues intérieures
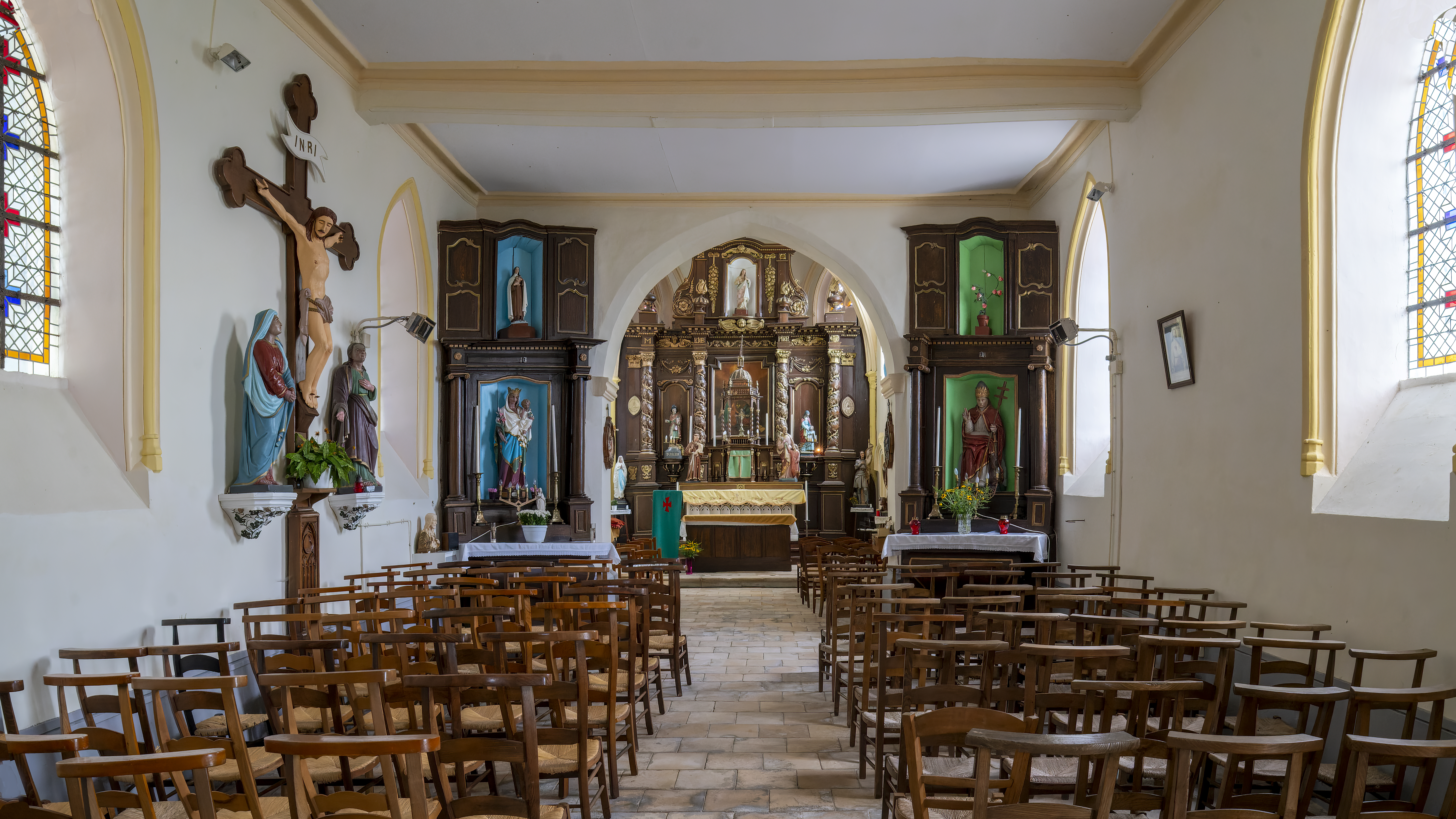
La nef et le chœur.
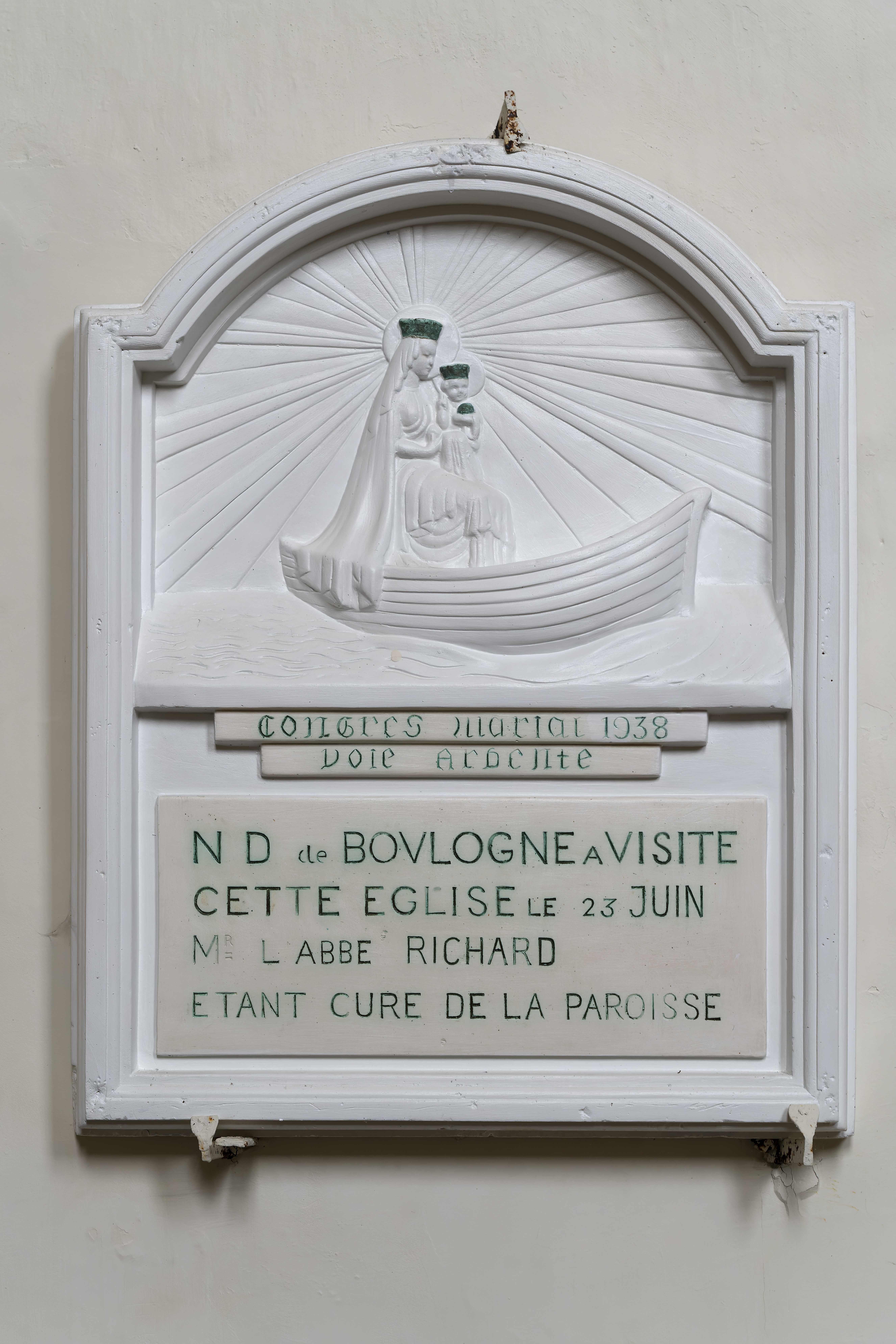
Le bas-relief.
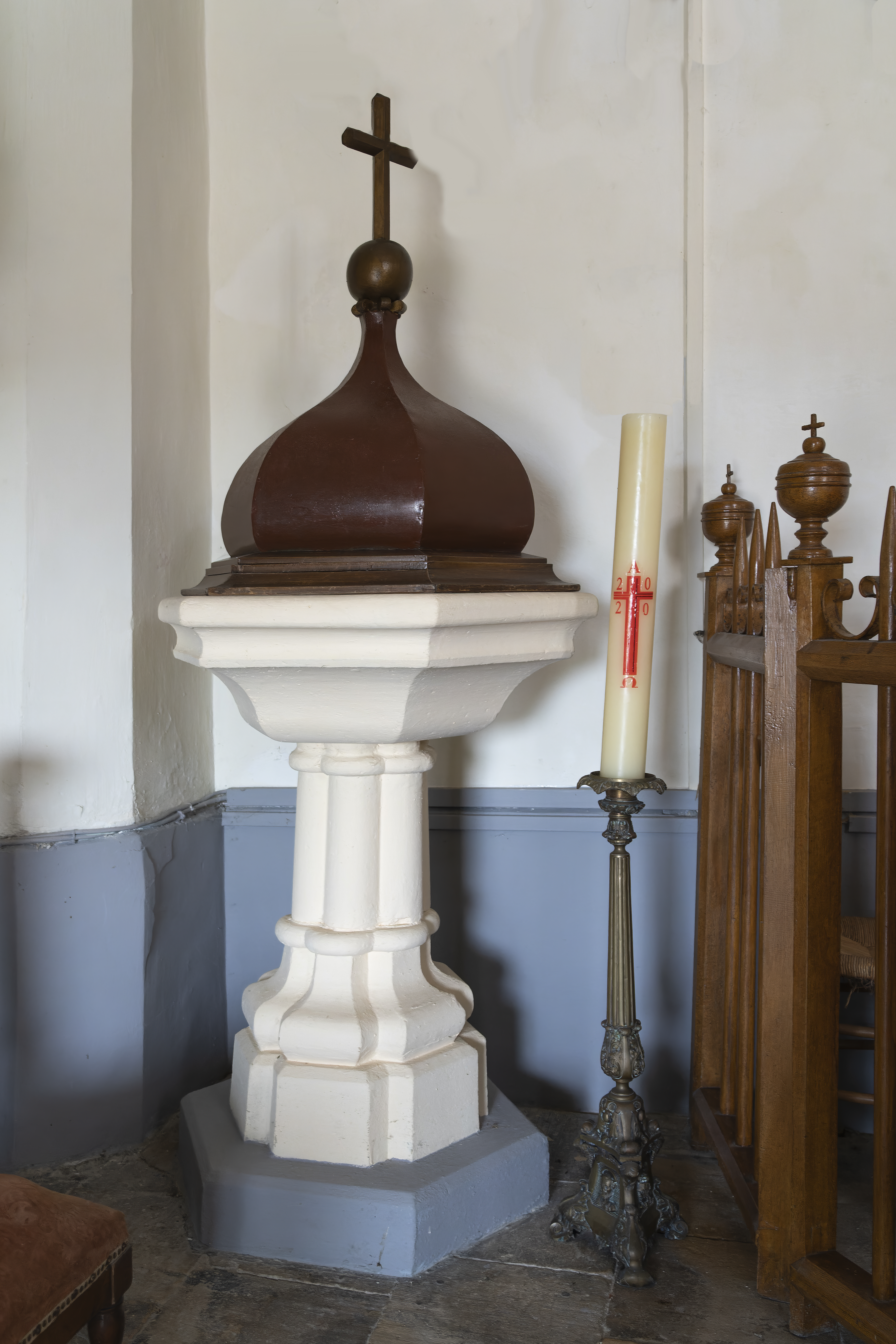
Les fonts baptismaux.

- Le monument aux morts, surmonté d'une croix latine[48].

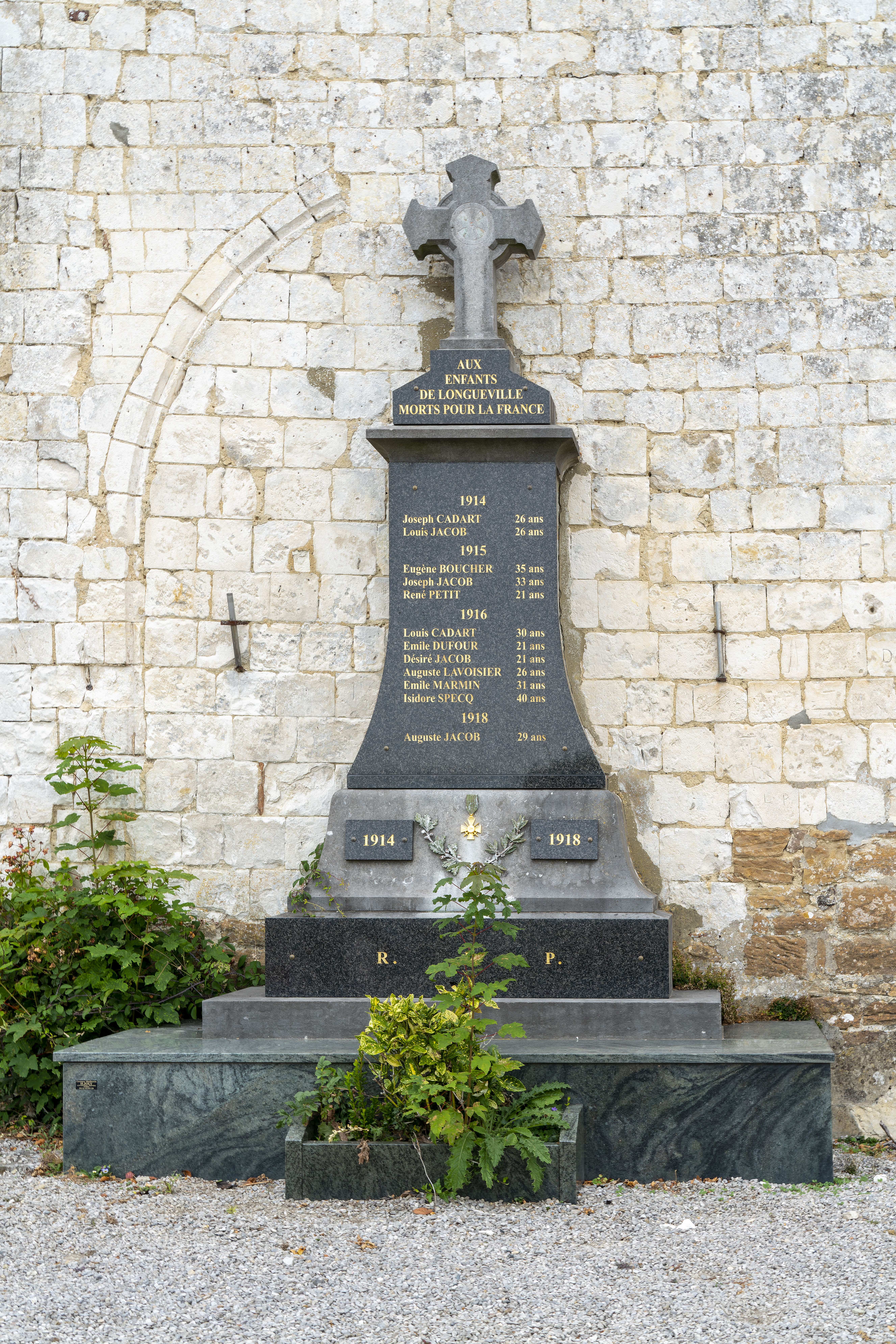

### Personnalités liées à la commune
- Louis François Félix Musnier de La Converserie (1766-1837), général des armées de la République et de l'Empire, né dans la commune (au lieu-dit de La Converserie) et décédé à Paris.

### Héraldique
| Blason de Longueville | Blason  | D'argent à trois cors de chasse contournés de gueules, virolés et enguichés d'or, liés d'azur.                                             |
| Blason de Longueville | Détails | Armes de la famille de Longueville, qui portait « d'or à trois cors de chasse de sable ». Le statut officiel du blason reste à déterminer. |

## Pour approfondir

#### Bases de données, dictionnaires et encyclopédies
- Ressources relatives à la géographie :   - Insee (communes)
  - Ldh/EHESS/Cassini
- Ressource relative à plusieurs domaines :   - Annuaire du service public français
- Notices d'autorité :   - BnF (données)

#### Autres liens externes
- Dossier de la commune sur le site de l'Insee[Note 7], [lire en ligne]
- La commune sur le site des archives départementales du Pas-de-Calais, [lire en ligne]
- La commune sur Remonter le temps, sur le site de l’IGN, [lire en ligne][Note 8]
- « La commune » sur Géoportail.